# Australia Act 1986

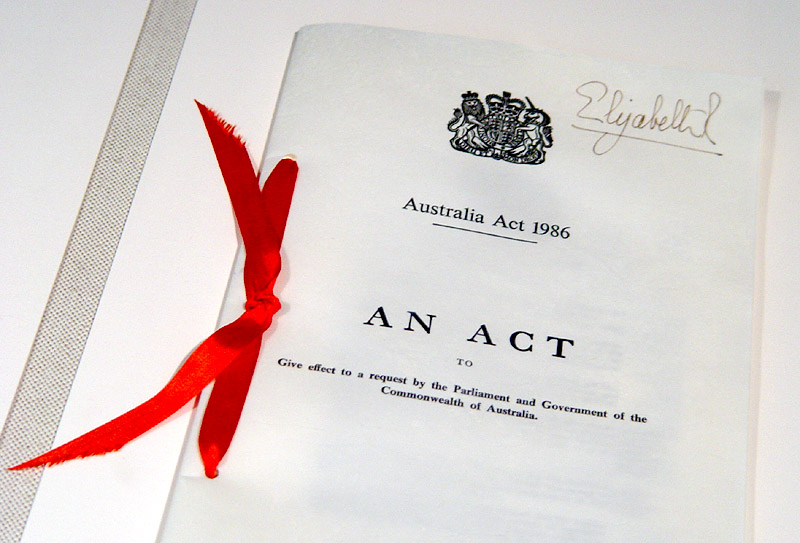
Az Australia Act 1986 (egyesült királysági változat) dokumentum, a canberrai Parliament House-ban

Az Australia Act 1986 (Ausztrália törvény 1986) két különálló, de összefüggő jogszabály: az egyike az Ausztrál parlament törvénye a másik az Egyesült Királyság parlamentje által hozott törvény. Ezek a törvények szüntették meg a még fennálló  kötelékeket Ausztrália törvényhozása és igazságszolgáltatása és az Egyesült Királyságban lévő párjuk közt. A törvények megszüntették az Egyesült Királyság parlamentjének azon jogát, hogy törvényt hozzanak az egyes ausztrál államok fölött, mely jogát a gyarmati idők óta gyakorolta és amelyet nem érintett az 1931-es westminsteri statútum.
Sir Ninian Stephen, Ausztrália főkormányzója 1985. december 4-én fogadta el az ausztrál törvényt és azt 1986. március 3-án léptette érvénybe II. Erzsébet brit királynő proklamációja, melyet a canberrai Government House-ban írt alá. A két törvény életbeléptetését engedélyező törvényeket hozott az összes ausztrál állam parlamentje.
A törvény egyik legfontosabb hatása az volt, hogy megszüntette a fellebbezési lehetőséget az ausztrál bíróságoktól a brit Királyi Államtanács Bírói Bizottságához. Az ausztrál Alkotmány 74-es paragrafusa feljogosította Ausztrália parlamentjét hogy olyan törvényeket hozzon, amely megakadályozza a Királyi Államtanácshoz fellebbezést és 1968-tól így is tettek, kezdve a Privy Council (Limitation of Appeals) Act 1968 törvénnyel, mely megszüntette a fellebbezés lehetőségét a szövetségi törvényhozással kapcsolatos ügyekben. 1975-ben elfogadták a Privy Council (Appeals from the High Court) Act 1975 törvényt, mely majdnem minden módját megszüntette a Legfelsőbb Bíróságtól (High Court) az államtanácshoz fellebbezésnek; ugyanakkor az egyes államok legfelsőbb bíróságaitól továbbra is lehetett a Királyi Államtanácshoz fellebbezni.
Az Australia Act 11-es paragrafusa megszüntette a fellebbezések lehetőségét az állami legfelsőbb bíróságoktól. Az Australia Act elfogadása után egyetlen elméleti lehetősége maradt a fellebbezésnek, melyet az ausztrál alkotmány 74. paragrafusa határoz meg mely megtilt minden fellebbezést a Királyi Államtanácshoz inter se kérdésekben (az alkotmányos jogok határairól szóló viták az Államszövetség és az államok közt, vagy az államok maguk közt), kivéve ha a Legfelsőbb Bíróság (High Court) azt végzésben engedélyezi. Bár a Legfelsőbb Bíróság elméletben még kiállíthat ilyen végzést, a Kirmani v Captain Cook Cruises (No 2) bírósági ügyben azt állítptták, hogy a jogkörük, hogy kiállítsanak egy ilyen végzést már rég lejárt és elavult. Így az Australia Act gyakorlatilag megszüntette a Királyi Államtanácshoz való fellebbezés útjait.
Az Australia Act másik célja az volt hogy megalapozza az ausztrál államok bizonyos fokú függetlenségét. A birodalmi törvények, mint a westminsteri statútum biztosított az Ausztrál Államszövetség számára különböző szintű államiságot, de ez nem vonatkozott az egyes államok kormányára. Ennek következtében az Australia Act elfogadása előtt ezek az államok gyakorlatilag gyarmatok maradtak a brit Korona alatt, pl. a brit kormánynak fennállt azon joga hogy tanácsot adjon az uralkodónak az állami kormányzók személyére.
Az alkotmányos helyzet átértelmezése mind szövetségi, mind állami szinten szükségessé tette, hogy minden ausztrál állam parlamentje ezt engedélyező jogszabályokat alkosson. Az állami, szövetségi és brit törvények közösen az „Australia Acts” (Ausztrália törvények) néven ismertek.

## Fordítás
- Ez a szócikk részben vagy egészben az  Australia Act 1986 című angol Wikipédia-szócikk ezen változatának fordításán alapul.  Az eredeti cikk szerkesztőit annak laptörténete sorolja fel. Ez a jelzés csupán a megfogalmazás eredetét és a szerzői jogokat jelzi, nem szolgál a cikkben szereplő információk forrásmegjelöléseként.